# Sistema de Salud Naval (Chile)
El 2 de agosto de 1996 se publicó en el Diario Oficial de Chile la Ley N.º 19 465, que establece el Sistema de Salud de las Fuerzas Armadas, y posibilita el efectivo acceso de su personal a las acciones de salud en la forma y condiciones previstas por ley. De esta forma se integra en un solo cuerpo legal la medicina curativa y preventiva para los activos y pensionados.
Surge como resultado de lo anterior la creación del Sistema de Salud Naval de la Armada de Chile, a cargo de la Dirección de Sanidad Naval, que pretende cumplir con los conceptos básicos a través de instalaciones a lo largo de todo Chile. El Sistema de Salud Naval contribuye a la mantención y recuperación de la salud de sus beneficiarios a través de acciones de prevención, fomento, curación y rehabilitación de distintas enfermedades, tanto para el activo (funcionario) como para los pensionados (personal en retiro) navales y sus respectivas familias que sean cargas, con el fin de entregar mejor salud y que se pueda otorgar con los recursos disponibles.
El sistema refleja los conceptos de Solidaridad, Continuidad y Medicina Integral.

## Red Hospitalaria

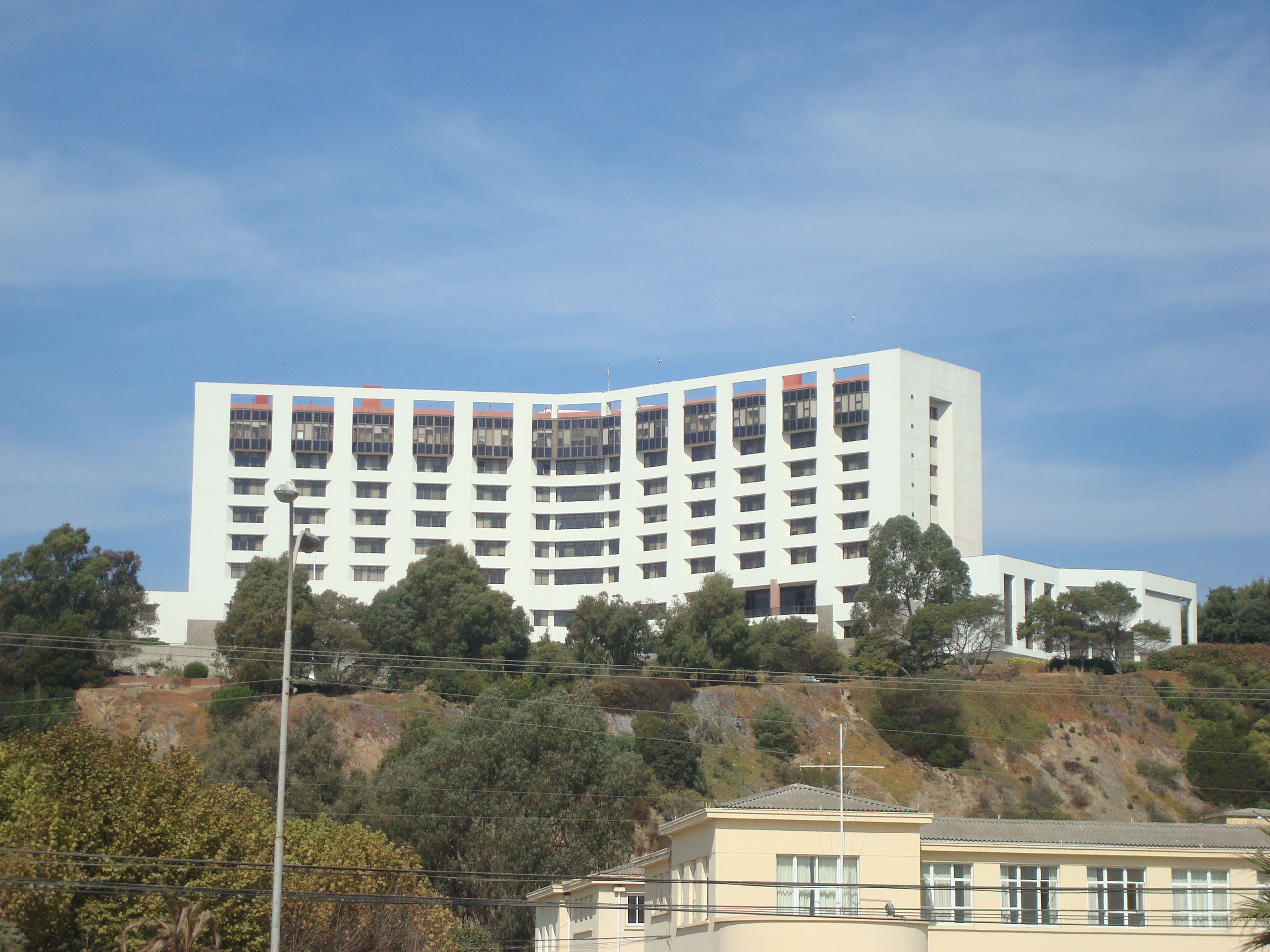
Hospital Naval Almirante Nef

Son los principales órganos ejecutores de que dispone el Sistema de Salud Naval, previniendo, fomentando, manteniendo, recuperando y rehabilitando en forma oportuna y eficiente la salud del personal en servicio activo, pensionados y sus cargas familiares legalmente reconocidas, y de las otras ramas de las Fuerzas Armadas, con el propósito de alcanzar el más alto nivel psicofísico de este grupo usuario.

### Hospitales Navales
- Hospital Naval Almirante Nef, Viña del Mar.
- Hospital Naval Almirante Adriazola, Talcahuano.
- Hospital Naval de Puerto Williams.
- Hospital Naval de las Fuerzas Armadas Cirujano Guzmán, Punta Arenas.

## Red Odontológica
Establecimientos debidamente implementados y organizados bajo una estructura orgánica adecuada realizando actividades en que destacan las funciones clínicas, curativas y preventivas, y las funciones administrativas, docentes y asistenciales.

### Centrales Odontológicas
- Central Odontológica de la Primera Zona Naval de Valparaíso.
- Central Odontológica de la Segunda Zona Naval de Talcahuano.
- Central Odontológica de la Tercera Zona Naval de Punta Arenas.

## Red Policlínicas

### Policlínicas Médico- Dental
- Policlínica Médico- Dental de Santiago.
- Policlínica Médico- Dental de Iquique.
- Policlínica Médico- Dental de Puerto Harris.
- Policlínica Médico- Dental de Puerto Montt.

### Policlínicas Odontológicas
- Policlínica Odontológica de Valparaíso.
- Policlínica Odontológica de Viña del Mar.
- Policlínica Odontológica de Las Salinas.
- Policlínica Odontológica de Villa Alemana.

## Red de Centros de Atención Primaria (CAPS)
- Centro Médico Naval de Valparaíso.
- Centro Médico Naval de Viña del Mar.
- Centro Médico Naval de Villa Alemana.